# می‌دانم تابستان پیش چه کردی (مجموعه تلویزیونی)

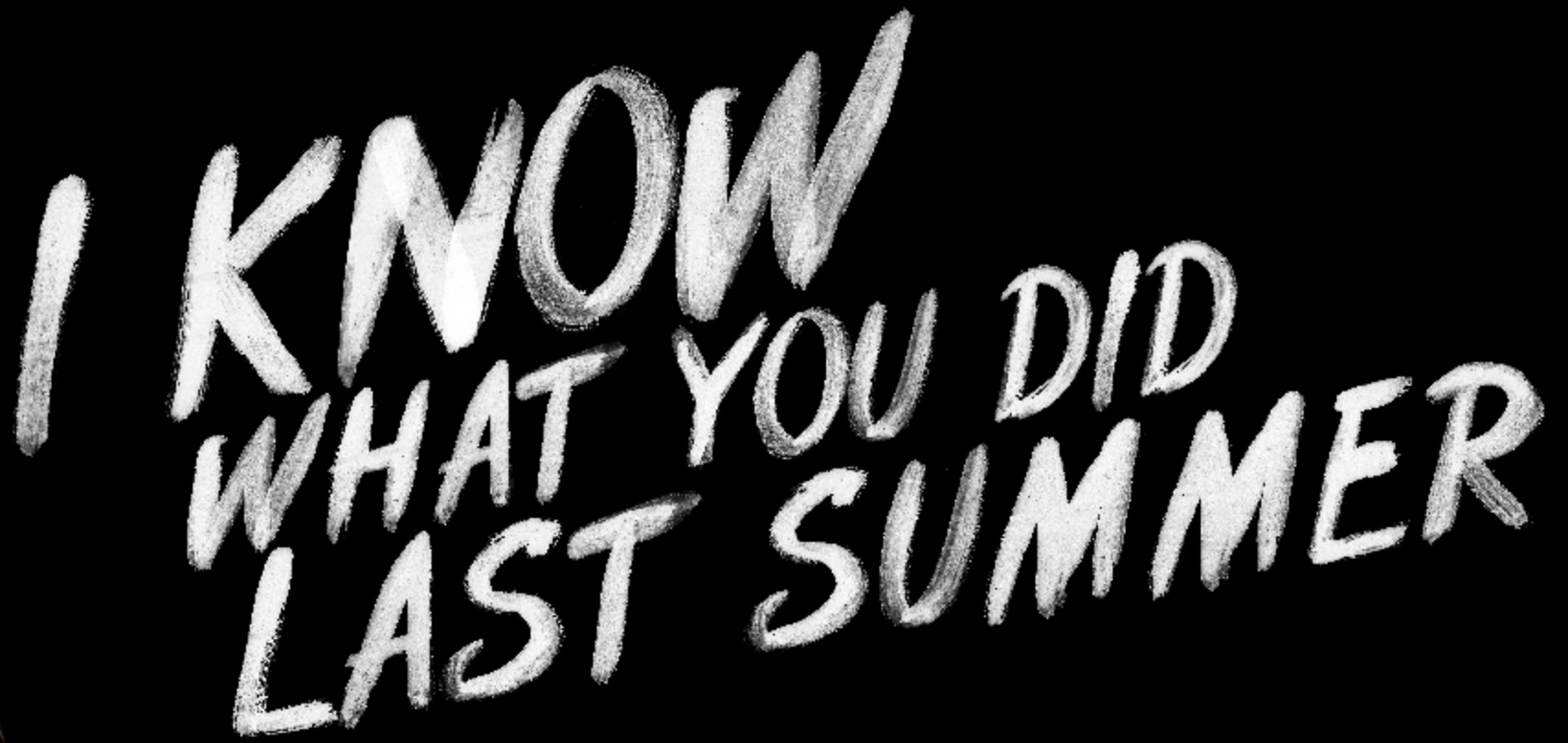
لوگو این نمایش

می‌دانم تابستان پیش چه کردی (به انگلیسی: I Know What You Did Last Summer) یک مجموعه تلویزیونی ترسناک آمریکایی در سبک فیلم نوجوانان است که بر اساس رمانی به همین نام نوشته لوئیس دانکن در سال ۱۹۷۳ ساخته شده‌است. این فیلم توسط سارا گودمن برای آمازون پرایم ویدئو اقتباس شده‌است و توسط آمازون استودیوز و سونی پیکچرز تله‌ویژن در همکاری با اورجینال فیلم و ماندالای تله‌ویژن تهیه شده‌است. بخشی از فرنچایز به همین نام، این مجموعه برداشتی مدرن از رمان اصلی است و گروهی از دوستان را دنبال می‌کند که یک سال پس از سرپوش گذاشتن بر یک تصادف رانندگی که در آن یک نفر را کشتند، توسط یک قاتل وحشی تعقیب می‌شوند. در این فیلم بازیگرانی به رهبری مدیسون آیسمن، برایان جونز، ازکیل گودمن، اشلی مور، و سباستین آموروسو حضور دارند و بیل هک، فیونا رنه، کاسی بک و بروک بلوم نیز به ایفای نقش پرداخته‌اند. در ۷ ژانویه ۲۰۲۲، آمازون پرایم ویدئو سریال را پس از یک فصل هشت قسمتی لغو کرد.

## بازخوردها
وب‌سایت جمع‌آوری نقد و بررسی راتن تومیتوز، بر اساس ۴۴ نقد منتقد، ۴۱ درصد تاییدیه را با میانگین امتیاز ۵٫۳ از ۱۰ گزارش می‌کند. در متاکریتیک که از میانگین وزنی استفاده می‌کند، بر اساس ۱۴ منتقد، امتیاز ۴۵ از ۱۰۰ را به خود اختصاص داده‌است که نشان دهنده «بررسی‌های مختلط یا متوسط» است.